# Frente Nacional Mizo
A Frente Nacional Mizo (em inglês:  Mizo National Front, abreviado MNF) é um partido político regional em Mizoram, Índia. Emergiu primeiramente como Frente Nacional da Fome dos Mizo, que foi formada por Pu Laldenga para protestar contra a inação do governo central indiano em relação à situação de fome nas áreas dos mizos no estado de Assam em 1959. A organização encenou um grande levante em 1966, seguido por anos de atividades clandestinas. Em 1986, assinou o Acordo de Paz de Mizoram com o Governo da Índia, renunciando à secessão e à violência.
A Frente Nacional Mizo ganhou as eleições e formou o governo estadual em Mizoram duas vezes, primeiro sob Laldenga (1986–1988) e depois sob Zoramthanga (1998–2008). Em 2008, sofreu uma forte derrota e conquistou apenas três assentos nas eleições.
Nas eleições para a assembleia estadual de 2018, emergiu como o maior partido político e conquistou 26 assentos. 